# Jason Zinoman
Jason Zinoman (nascido em 1975 ou 1976) é um crítico e escritor americano. Ele escreveu para o The New York Times, Time Out New York, Vanity Fair e Slate. Em 2011, ele publicou Shock Value, um livro de não ficção sobre filmes de terror. Em 2017, publicou Letterman: The Last Giant of Late Night, uma biografia de David Letterman.